# Moravské vyrovnání

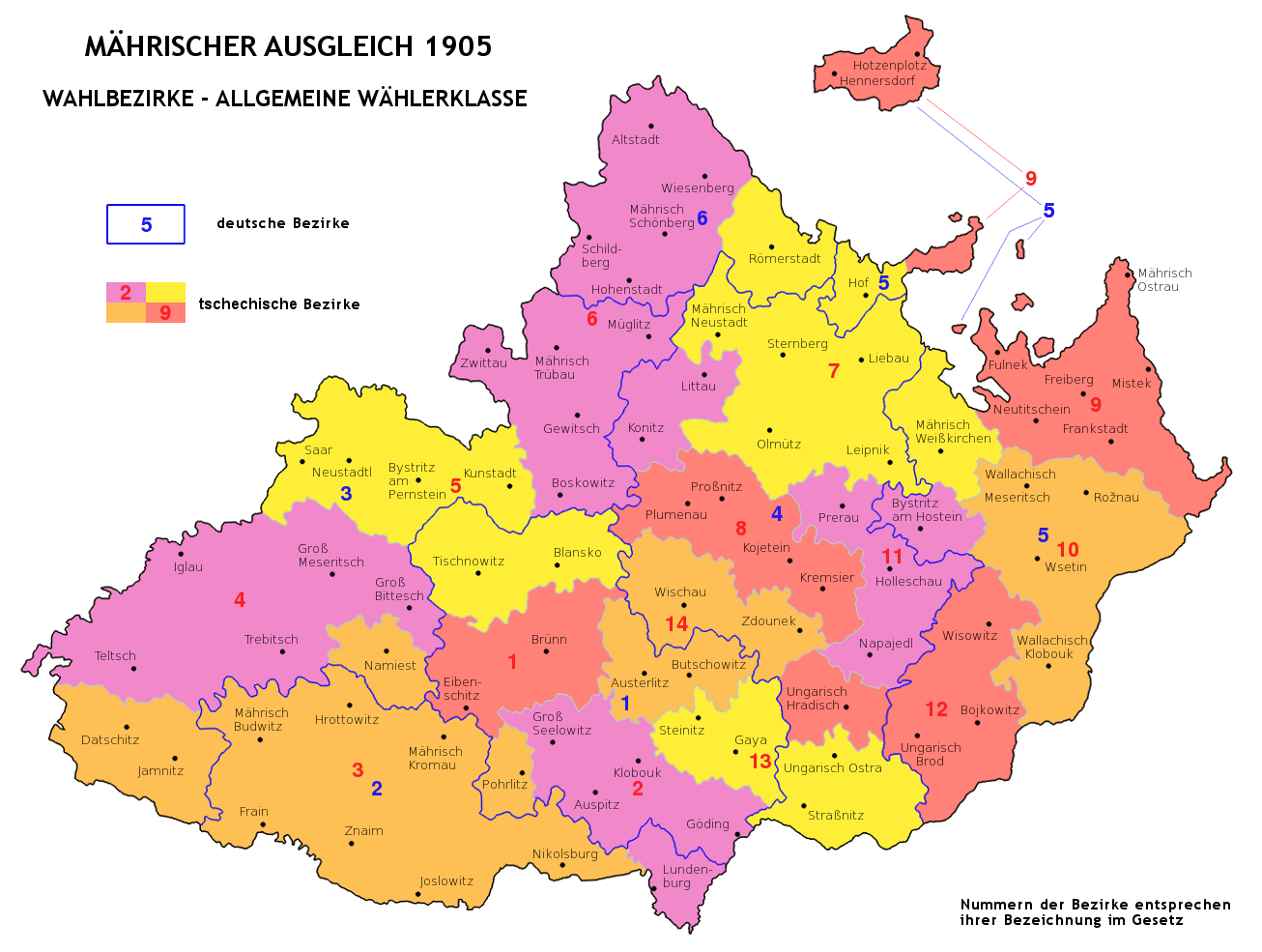
České a německé volební obvody ve venkovských oblastech moravského území, vzniklé na základě Moravského vyrovnání z 27. listopadu 1905

Moravské vyrovnání (též moravský pakt, německy Mährischer Ausgleich) je souhrnný název pro čtyři zemské zákony přijaté roku 1905 na Moravě, jejichž účelem mělo být vytvoření rovnoprávného postavení moravských Čechů a Němců v zemi a vyřešit národnostní rozpory mezi oběma národy.

## Jednotlivé zákony
Vyrovnání sestávalo z těchto zákonů:
1. nové zemské uspořádání - zákon stanovil pravomoci zemského sněmu a zemského výboru, jejich složení a způsob jednání
2. nový volební řád do zemského sněmu - tento a předchozí zákon tvořily jádro vyrovnání: dosavadní tři volební kurie (velkostatkářská, městských obcí, venkovských obcí) byly rozšířeny o čtvrtou, všeobecnou kurii, jejíž poslanci byli voleni na základě všeobecného a přímého volebního práva; počet poslanců byl zvýšen z 100 na 151; všechny kurie kromě velkostatkářské byly rozděleny národnostně - v kurii městských obcí volili moravští Češi 20, Němci 20 poslanců, v kurii venkovských obcí Češi 39 poslanců, Němci 14 a v kurii všeobecné Češi 14, Němci 6 poslanců; na sněmu zasedalo také šest nevolených zástupců obchodních a živnostenských komor a dva virilisté (arcibiskup olomoucký, biskup brněnský); zvolení poslanci se na sněmu rozdělili do dvou kurií, české a německé, poslanci zvolení ve velkostatkářské kurii stáli mimo tyto dvě kurie; Moravský zemský výbor sestával ze čtyř českých poslanců, dvou německých a dvou velkostatkářů; celá země byla rozdělena do 14 volebních okresů českých a šesti německých; toto uspořádání voleb a sněmu bylo uplatněním zásady osobní autonomie, podle níž byly národy svazkem lidí bez ohledu na obývané území, každý občan byl zapsán v národnostním katastru podle svého národa a v rámci tohoto katastru probíhal veškerý politický život;
3. nová pravidla pro užívání obou zemských jazyků (tzv. lex Parma) - bylo upraveno užívání češtiny a němčiny v zemském výboru, v silničním výboru a v obcích; obce si volily jazyk, v němž úřadovaly, obce v nichž žilo nejméně 20% obyvatel druhé národnosti měly povinnost vyřídit záležitost v národním jazyce žadatele
4. rozdělení školských úřadů podle národnostního klíče a pravidla pro zakládání škol a jejich docházky (tzv. lex Perek) - školské úřady na všech úrovních (zemské, okresní, obecní) byly rozděleny na české a německé; zřizování škol se stalo nezávislé na národnostním složení dané obce; uplatňovala se zásada, že děti mají chodit do takové školy, jejímuž jazyku rozumějí (tj. české do českých škol, německé do německých škol).

Všechny čtyři zákony, chápané jako celek, byly přijaty ve dnech od 16. do 22. listopadu a císařem Františkem Josefem I. schváleny 27. listopadu.

## Význam a charakteristika
Moravské vyrovnání představovalo kompromisní rozdělení země podle národnostního klíče. Češi představovali počátkem století 71 %, Němci 28 % obyvatel. Vyrovnání zajistilo Čechům většinu na sněmu, která odpovídala jejich převaze v obyvatelích, Němcům pak slušné zastoupení navzdory tomu, že od počátku století ve volbách ztráceli na úkor Čechů. Kvůli tomuto oslabování a skutečnosti, že Němci na Moravě neobývali jednolité území, dali přednost výměně dosavadního vedoucího postavení, které by v budoucnu zákonitě padlo, za záruky ochrany své menšiny. Německá i česká strana byly ochotny ke kompromisům, čímž se Morava odlišila od Čech, kde mezi českou a německou stranou vládly nesmiřitelné rozpory nevyřešené do zániku monarchie. Moravské vyrovnání se stalo vzorem i pro další země Rakouska-Uherska, zejména Bukovinu, kde bylo obdobné vyrovnání (se čtyřmi národnostními kuriemi) přijato roku 1910, po příkladu Moravy pak byla zavedena všeobecná kurie pro volby do zemského sněmu v Korutansku a Štýrsku.
Některé z principů Moravského vyrovnání byly využity při vytváření namibijské ústavy.[zdroj?]